# Pélagie Uwera
 (avril 2023).
Pélagie Uwera (née le 28 août 1974) est une femme politique rwandaise et, depuis 2019, membre du Sénat rwandais, représentante de la Province du Sud.

## Biographie
Pélagie Uwera est titulaire d'une licence en sciences sociales, et d'une maîtrise en études du développement de l'université libre de Kigali. De 1998 à 2009, elle a été enseignante au ecole secondaire.
De 2012 à 2019, Uwera a été commissaire de la Commission électorale nationale du Rwanda. L'un des sept membres de la Commission, elle a agi en tant qu'observatrice experte des États du Commonwealth lors des élections générales de 2014 au Botswana. En 2018, elle est de nouveau observatrice experte du Commonwealth lors des élections générales sierra-léonaises.
En 2015, elle se présente au Parti social-démocrate en tant que candidate à l'Assemblée législative est-africaine, mais est battue par François Xavier Kalinda.
Parmi 23 candidats pour la province du Sud lors de l'élection sénatoriale de 2019, Uwera était l'un des trois candidats élus pour la province. En octobre 2019, elle est élue pour siéger au comité de discipline sénatorial, en tant qu'adjointe de Chrysologue Karangwa. En novembre 2019, Uwera et le sénateur John Bonds Bideri ont été élus sans opposition pour représenter le Rwanda au Parlement panafricain.